# Lily Jackson
Lily Jackson (* 6. April 1998 in Burbank, Los Angeles County, Kalifornien) ist eine US-amerikanische ehemalige Kinderdarstellerin.

## Leben und Karriere
Ihre Karriere als Schauspielerin begann die im Jahre 1998 in Burbank, im Los Angeles County, geborene Jackson bereits recht früh, als sie im Jahre 2001 als etwa Dreijährige in einer Episode von Buffy – Im Bann der Dämonen zu sehen war. Danach war sie über mehrere Jahre hinweg in keiner weiteren nennenswerten Produktion aktiv und kehrte erst wieder im Film Neid auf den Bildschirm zurück, wo sie eine nicht unwesentliche Nebenrolle übernahm. Auch in den Jahren danach war sie des Öfteren im Fernsehen zu sehen, wo sie zumeist zu Kurzauftritten in international bekannten Fernsehserien kam. So war sie im Jahre 2005 etwa in jeweils einer Folge von Medium – Nichts bleibt verborgen, Stacked oder Immer wieder Jim zu sehen und bekam zudem eine wiederkehrende Rolle in Unfabulous, wo sie gar in zwei aufeinanderfolgenden Episoden eingesetzt wurde. Nachdem sie im Jahre 2006 in einer Folge von My Name Is Earl war sie im darauffolgenden Jahr im Kurzfilm Seven’s Eleven: Sweet Toys in einer der Hauptrollen zu sehen. Im Jahre 2008 ersetzte sie in der nur kurzlebigen Fernsehserie Back to You die einige Jahre ältere Laura Marano, die zuvor die Rolle der Gracie Carr innehatte, und kam in ebendieser Rolle in vier weiteren Episoden zum Einsatz. Im Jahr darauf bekam sie in dem rund halbstündigen Kurzfilm The Macabre World of Lavender Williams die Hauptrolle der Lavender Williams. Zudem kam sie in diesem Jahr auch als Nebendarstellerin in den Cast von Zeke und Luther, wo sie bis 2010 in acht Episoden als Poochie McGruder in Erscheinung trat. Bis dato (Stand: März 2011) war dies auch die letzte namhafte Produktion, an der Jackson mitgewirkt hat.

## Filmografie
Filmauftritte (auch Kurzauftritte)
- 2004: Neid (Envy)
- 2007: Seven’s Eleven: Sweet Toys (Kurzfilm)
- 2009: The Macabre World of Lavender Williams (Kurzfilm)

Serienauftritte (auch Gast- und Kurzauftritte)
- 2001: Buffy – Im Bann der Dämonen (Buffy the Vampire Slayer, eine Folge)
- 2005: Medium – Nichts bleibt verborgen (Medium, eine Folge)
- 2005: Stacked (eine Folge)
- 2005: Night Stalker (eine Folge)
- 2005: Immer wieder Jim (According to Jim, eine Folge)
- 2005: Unfabulous (zwei Folgen)
- 2006: My Name Is Earl (eine Folge)
- 2008: Back to You (vier Folgen)
- 2009–2010: Zeke und Luther (Zeke and Luther, acht Folgen)